# Forschendes Lernen
Forschendes Lernen ist ein hochschuldidaktisches Format, bei dem die Studierenden im Rahmen von Seminaren oder Projekten selbst forschen. Die Verzahnung von Lehre und Forschung rückt Forschendes Lernen in das weite Spektrum forschungsbezogener Lehre. Da Studierende sich selbständig Wissen erarbeiten und es damit konstruieren, zählt Forschendes Lernen zur Gruppe der konstruktivistisch-orientierten Lehr-Lernformen.
Auch für die Schule gibt es Konzepte für das Forschende Lernen als Weiterentwicklung des Entdeckenden Lernens. Viele Schülerwettbewerbe beruhen darauf wie Jugend forscht oder der Geschichtswettbewerb des Bundespräsidenten, den die Körber-Stiftung durchführt. Es wird auch im Fachunterricht eingesetzt.
Als Arbeitsdefinition Forschenden Lernens dient den meisten Hochschulen im deutschen Sprachraum die Definition von Ludwig Huber:

„Forschendes Lernen zeichnet sich vor anderen Lernformen dadurch aus, dass die Lernenden den Prozess eines Forschungsvorhabens, das auf die Gewinnung von auch für Dritte interessanten Erkenntnissen gerichtet ist, in seinen wesentlichen Phasen – von der Entwicklung der Fragen und Hypothesen über die Wahl und Ausführung der Methoden bis zur Prüfung und Darstellung der Ergebnisse in selbstständiger Arbeit oder in aktiver Mitarbeit in einem übergreifenden Projekt – (mit)gestalten, erfahren und reflektieren.“

Drei wesentliche Eigenschaften zeichnen Forschendes Lernen damit aus: Studierende durchlaufen in einer Lehrveranstaltung einen vollständigen Forschungsprozess, sie bearbeiten eigene Fragestellungen und sie generieren wissenschaftliche Erkenntnisse.

## Entwicklung des Forschenden Lernens in Deutschland
Obwohl in Deutschland die Universitätsbildung in den letzten 200 Jahren programmatisch im Zeichen der „Bildung durch Wissenschaft“ (vgl. Humboldt, 1993 [1810]). stand, erwuchs die Idee des Forschenden Lernens als didaktischem Konzept erst im Zusammenhang mit den Hochschulreformen in den 1960er Jahren. Der Urtexts des Forschenden Lernens „Forschendes Lernen – Wissenschaftliches Prüfen“ („Ergebnisse der Arbeit des Ausschusses für Hochschuldidaktik“), 1970 herausgegeben von der Bundesassistentenkonferenz (BAK), legt mit großer Klarheit die Notwendigkeit der wissenschaftlichen Ausbildung von Studierenden dar. Das Forschende Lernen sollte es ermöglichen, dass Studierende eine Teilhabe an Wissenschaft erleben und von Wissenschaftlern für eine spätere wissenschaftsbasierte Beschäftigung ausgebildet werden (BAK, 1970, 9).
Die Ideen der BAK wurden jedoch nicht systematisch und flächendeckend umgesetzt. Lediglich in der Lehramtsausbildung finden wir eine durchgehende Nutzung und Ausdifferenzierung von Forschendem Lernen. Obwohl Kritiker eine weitergehende Abkehr vom Ideal der Bildung durch Wissenschaft durch den Bologna-Prozess befürchteten, ist im Zuge der Bologna-Reform das Interesse an Forschendem Lernen und forschungsorientierter Lehre wiedererwacht (Wissenschaftsrat, 2006). An Universitäten und Fachhochschulen sind in den letzten Jahren in fast allen Fächern neue Projekte zur Entwicklung, Förderung und Verbreitung von Formaten des Forschenden Lernens in der Lehre entstanden.

## Systematisierungen von Forschendem Lernen
Zur Systematisierung und Einordnung von Forschendem Lernen liegen verschiedene Ansätze vor. Das populärste Modell zur Systematisierung forschungsbezogener Lehre stammt von Healey und Jenkins (2009). Die verschiedenen Umsetzungsformen werden hier nach zwei Kategorien unterteilt: dem inhaltlichen Schwerpunkt (Forschungsergebnis vs. Forschungsprozess) und dem Aktivitätsniveau der Studierenden (rezeptiv vs. aktiv). Durch die Zusammenführung der beiden Dimensionen ergeben sich vier verschiedene Typen des Forschungsbezugs hochschulischer Lehre: Beim research-led teaching werden den Studierenden Forschungsergebnisse vermittelt, beim research-oriented teaching wird ihnen der Forschungsprozess erläutert. Research-based learning bezeichnet studentisches Forschen und research-tutored learning die angeleitete Aneignung von Forschungsergebnissen.
Einen ähnlichen, ebenfalls stark rezipierten Systematisierungsansatz wählt Huber (2014). Er unterteilt forschungsbezogene Lehre in drei Typen: Bei forschungsbasierter Lehre stützt sich das Lernen auf Forschung, wobei den Studierenden der aktuelle Stand der Forschung sowie die Grundprobleme und Ausgangsfragen dieser Forschung nahegebracht werden. Forschungsorientierte Lehre führt zur Forschung hin und bereitet auf eigenständiges Forschen vor. Die Studierenden sollen lernen, wie der Forschungsprozess gestaltet werden kann, wobei besonderer Wert auf die Wahl und Durchführung von Forschungsmethoden gelegt wird. Forschendes Lernen schließlich bedeutet für Huber, dass Studierende aktiv und selbständig forschen und dabei den kompletten Forschungsprozess durchlaufen.
Neben diesen theoretischen Systematisierungen nehmen Rueß, Gess und Deicke (2016) anhand einer Analyse von Studienordnungen eine Systematisierung forschungsbezogener Lehre vor. Ausgangspunkt ist wie in den vorliegenden Ansätzen die Unterscheidung nach dem inhaltlichen Schwerpunkt der Lehre und nach dem Aktivitätsniveau der Studierenden. Aus der Kombination der beiden Vergleichskategorien mit ihren jeweils drei Subkategorien entsteht eine Klassifizierungsmatrix, in der sich empirisch zwölf Gruppen forschungsbezogener Lehre unterscheiden lassen (siehe Abbildung).
Das Forschende Lernen ist in der oberen Zeile der Klassifizierungsmatrix zu verorten, wobei zwischen zwei Typen Forschenden Lernens differenziert wird: in den Gruppen Ergebnisse-forschend und Methoden-forschend ist die Forschungsfrage ein didaktisches Mittel, um bereits bekannte und vorgegebene Inhalte oder Methoden des Fachs zu vertiefen. Diese beiden Gruppen werden dem Typ Lernen zugeordnet.
Im Gegensatz dazu hat die Forschungsfrage in der Gruppe Prozess-forschend eine andere Funktion: Sie soll nicht das Lernen stimulieren, sondern beantwortet werden. Die Gruppe Prozess-forschend bildet damit einen zweiten Typ Forschenden Lernens, das Forschende Lernen vom Typ Forschen. Hier verfolgen die Studierenden eine selbstgewählte Fragestellung und durchlaufen dabei den gesamten Forschungsprozess.

## Kompetenzentwicklung durch Forschendes Lernen
Dem Forschenden Lernen wird ein breites Potential zur Förderung unterschiedlichster Kompetenzen zugeschrieben. Aus Sicht der Lehrenden wird Forschendes Lernen vor allem dazu eingesetzt, dass sich Studierende selbstständig ein Themengebiet erschließen und sich dabei vertieftes Fachwissen (kognitive Fachkompetenz) und Methodenkenntnisse aneignen. Neben diesen fachspezifischen Zielen, wird jedoch auch eine Reihe von fachübergreifenden Kompetenzzielen mit dem Forschenden Lernen in Verbindung gebracht (Gess, Deicke & Wessels, 2017).
In der Literatur finden sich häufig Verweise auf die Förderung von Forschungskompetenz der Studierenden. So empfiehlt der Wissenschaftsrat (2006) Forschendes Lernen, damit die Studierenden lernen können, Fragen zu entwickeln, Probleme systematisch zu lösen, methodisch gestützt Erkenntnisse zu gewinnen und Grundsatzfragen kritisch zu reflektieren. Indem sie beim Forschenden Lernen den Erkenntnisprozess ihres Fachs nachvollziehen und gefordert sind, selbstständig Fragestellungen und Lösungen zu entwickeln, kann sich ihre Forschungskompetenz ausbilden.
Weiterhin wird mit Forschendem Lernen das Ziel verbunden, den Studierenden eine forschende Haltung zu vermitteln. Diese soll es ihnen ermöglichen, nicht nur ihr im Studium angeeignetes und meist theoretisches Wissen für die Analyse des Berufsfeldes einzusetzen, sondern auch ihre eigene Berufsausübung fragend-entwickelnd und kritisch-reflexiv zu begleiten. Dieses Ziel wird besonders häufig für das Lehramtsstudium formuliert (Fichten, 2013; Wildt, 2009; Wissenschaftsrat, 2001) und hat bereits zur Integration von Forschendem Lernen in die Praxisphasen im Studium geführt (bspw. im Rahmen des Praxissemesters in Berlin, siehe Stryck, Stephan, Reich, Zagajewski, & Stavenow, 2012).

## Community of Practice zum Forschenden Lernen
In den letzten Jahren ist das Interesse am Forschenden Lernen stetig gestiegen und die Auseinandersetzung mit dem Thema hat sich zunehmend professionalisiert. Als Ausdruck dieser Entwicklung gründete sich im März 2014 in der Deutschen Gesellschaft für Hochschuldidaktik eine Arbeitsgemeinschaft zum Forschenden Lernen. Die Arbeitsgemeinschaft bildet ein aktives und bundesweites Netzwerk von Personen und Projekten, die sich forschend und/oder lehrend mit Forschendem Lernen und den hochschuldidaktischen Möglichkeiten zur Verbindung von Forschung und Lehre beschäftigen. Die deutsche Community of Practice steht in engem Austausch mit dem amerikanischen Council on Undergraduate Research (CUR). Undergraduate Research bezieht sich hierbei auf Forschendes Lernen im Bachelor. Der zweite World Congress on Undergraduate Research (WorldCUR) fand 2019 an der Universität Oldenburg statt. Die Erfahrung mit Forschendem Lernen in Deutschland spiegelt sich zunehmend im weltweiten Austausch über Undergraduate Research wider.